# 290 aC
El 290 aC va ser un any del calendari romà prejulià. A la República i a l'Imperi Romà es coneixia com l'Any del Consolat de Dentat i Rufí (o també any 464 ab urbe condita). La denominació «290 aC» per a aquest any s'ha emprat des de l'edat mitjana, quan el calendari Anno Domini va ser el mètode prevalent a Europa per a anomenar els anys.

## Esdeveniments

### Antiga Grècia
- Lanassa, filla d'Agàtocles de Siracusa, es casa amb Pirros, rei de l'Epir, i aporta en dot la important illa de Còrcira (Corfú), que Agàtocles havia conquerit feia poc.[2]
- Demetri Poliorceta celebra els Jocs Pítics a Atenes, perquè el Temple de Delfos està controlat pels etolis.[3]
- Iolcos a Tessàlia, pateix divisions internes i lluites pel seu govern, fins que aquest any els seus habitants, junt amb els habitants d'altres ciutats veïnes, són traslladats a la nova ciutat de Demètrias, que Demetri Poliorceta acabava de fundar.[4]

### Antiga Roma
- Aquest any són elegits cònsols Mani Curi Dentat i Publi Corneli Rufí.[5]
- Els dos cònsols lluiten contra els samnites, amb tan bons resultats que aquests demanen la pau i Roma els la concedeix, posant fi a la Tercera Guerra Samnita.[6]
- Rufí torna a Roma, on celebra un triomf, i Dentat marxa contra els sabins revoltats, segurament amb suport samnita, i també en surt victoriós. Sotmet tot el país sabí i celebra dos triomfs per les seves victòries.[6]

### Japó
- Kōrei es converteix en emperador del Japó.[7]